# Crimthann Nia Náir
Crimthann Nia Náir (neveu de Nár), est selon les légendes médiévales et les traditions pseudo historiques irlandaises un Ard ri Erenn.

## Origine
Son père Lugaid Reo nDerg est réputé l'avoir engendré lors d'un inceste avec sa propre mère, Clothru, fille d'Eochaid Feidlech.

## Règne
Le Lebor Gabála Érenn indique qu'il succède à l'Ard ri Erenn Conchobar Abradruad, mais ne dit pas explicitement qu'il devient lui-même Ar ri Erenn, Conchobar ayant comme successeur Cairbre Cinnchait. Geoffrey Keating et les Annales des quatre maîtres indique que Crimthann succède à Conchobar comme Ar ri Erenn et règne 16 ans.
Il est précisé qu'il effectue un voyage avec sa tante Nár, une femme-fée, pendant un mois et une quinzaine, il en revient avec des trésors dont un char d'or, un vêtement brodé d'or, une épée incrustée de serpents d'or, un bouclier en argent, une lance qui ne manquait jamais sa cible, et deux lévriers liés entre eux par une chaîne d'argent.
Peu après son retour il aurait fait une chute de cheval et serait mort à Howth. Geoffrey Keating indique qu'il a comme successeur son fils Feradach Finnfechtnach, les Annales des quatre maîtres Cairbre Cinnchait.
Le Lebor Gabála Érenn fait coïncider son règne avec celui de l'Empereur Romain Vespasien (69-79 ap. J-C.). La chronologie de Keating Foras Feasa ar Éirinn le date de 12 av J.-C. à  5 ap. J-C., tet les Annales des quatre maîtres de 8 av. J.-C. à  9 ap. J.-C.

## Sources
- (en) Cet article est partiellement ou en totalité issu de l’article de Wikipédia en anglais intitulé « Crimthann Nia Náir » (voir la liste des auteurs), édition du 30 mars 2012.